# Kadosactis antarctica
Kadosactis antarctica is een zeeanemonensoort uit de familie Kadosactidae. De anemoon komt uit het geslacht Kadosactis. Kadosactis antarctica werd in 1928 voor het eerst wetenschappelijk beschreven door Carlgren. 